# Organización territorial de Escocia
A efectos administrativos Escocia está dividida en 32 condados (en inglés: Council Areas, en gaélico escocés: Comhairle) gobernados por una autoridad unitaria responsable de todos los servicios locales. Esta subdivisión en consejos ha estado vigente desde el 1 de abril de 1996, de acuerdo con las disposiciones aprobadas en 1994. Otras organizaciones, gubernamentales y no gubernamentales, utilizan sistemas de subdivisión de Escocia distintos del oficial, en muchos casos manteniendo las divisiones heredadas incluso desde la Edad Media.
El estatus de «ciudad» en Reino Unido viene determinado por una patente real. Hay seis ciudades en Escocia: Aberdeen, Dundee, Edimburgo, Glasgow, Inverness y Stirling.

## Antiguas subdivisiones
Históricamente, Escocia ha estado dividida en condados, ciudades-condado y burghs grandes y pequeños, los cuales, junto con las parroquias, eran la forma tradicional más extendida de organización. Desde 1975 hasta 1996, la división de Escocia para el gobierno local estuvo compuesta por 10 regiones, las cuales a su vez se dividían en distritos, así como por island council areas (concejos insulares)
Desde 1996, Escocia se divide en 32 concejos o council áreas administradas por una autoridad unitaria responsable de todos los servicios locales. Los community councils ("concejos comunitarios") por su parte son organizaciones informales que representan a determinadas subdivisiones dentro del concejo.

### Regiones de Escocia
| Núm. | Región              | Mapa |
| ---- | ------------------- | ---- |
| 1    | Strathclyde         |      |
| 2    | Dumfries y Galloway |      |
| 3    | Fronteras Escocesas |      |
| 4    | Leonís / Lothian    |      |
| 5    | Escocia Central     |      |
| 6    | Fife                |      |
| 7    | Tayside             |      |
| 8    | Grampian            |      |
| 9    | Tierra Alta         |      |
| 10   | Islas Occidentales  |      |
| 11   | Shetland            |      |
| 12   | Orcadas             |      |

## Concejos
| 1. Inverclyde 2. Renfrewshire 3. West Dunbartonshire 4. East Dunbartonshire 5. Glasgow 6. East Renfrewshire 7. North Lanarkshire 8. Falkirk 9. West Lothian 10. Edimburgo 11. Midlothian 12. East Lothian 13. Clackmannanshire 14. Fife 15. Dundee 16. Angus 17. Aberdeenshire | 1. Aberdeen 2. Moray 3. Highland 4. Hébridas Exteriores 5. Argyll y Bute 6. Perth and Kinross 7. Stirling 8. North Ayrshire 9. East Ayrshire 10. South Ayrshire 11. Dumfries and Galloway 12. South Lanarkshire 13. Scottish Borders 14. Orcadas 15. Islas Shetland |  |

## Otras subdivisiones
Existen otras subdivisiones distintas de Escocia para distintos fines. Así, los sistemas de bomberos y de policía todavía se basan en la división en regiones introducida en 1975. Para el sistema sanitario, para los distritos postales así como para otras organizaciones gubernamentales y no gubernamentales, se mantienen subdivisiones geográficas diversas de larga tradición.